# Комас, Бернардо
Бернардо Комас Агилера (исп. Bernardo Comas Aguilera; род. 14 ноября 1960, Коломбия) — кубинский боксёр, представитель средней весовой категории. Выступал за сборную Кубы по боксу в период 1980—1986 годов, чемпион мира, победитель Панамериканских игр, чемпион Игр Центральной Америки и Карибского бассейна, победитель и призёр многих турниров международного значения, трёхкратный чемпион кубинского национального первенства. Также известен как тренер по боксу.

## Биография
Бернардо Комас родился 14 ноября 1960 года в муниципалитете Коломбия провинции Лас-Тунас, Куба.
Первого серьёзного успеха на взрослом международном уровне добился в сезоне 1980 года, когда вошёл в состав кубинской национальной сборной и выступил на домашнем международном турнире «Хиральдо Кордова Кардин», где стал серебряным призёром в зачёте средней весовой категории.
В 1981 году выиграл юниорский турнир «Дружба» в ГДР, стал серебряным призёром кубинского национального первенства и турнира «Хиральдо Кордова Кардин».
Одну из самых значимых побед в своей спортивной карьере одержал в сезоне 1982 года, одолев всех оппонентов на чемпионате мира в Мюнхене, в том числе в финале взял верх над финном Тармо Уусивиртой. Также был лучшим на домашних Играх Центральной Америки и Карибского бассейна в Гаване.
В 1983 году одержал победу на Панамериканских играх в Каракасе, победил на турнирах AIBA Challenge Matches и «Хиральдо Кордова Кардин». Получил серебряную медаль на чемпионате Северной Америки в Хьюстоне, где в решающем финальном поединке был остановлен американцем Вирджилом Хиллом, будущим чемпионом мира среди профессионалов.
В 1984 году наконец стал чемпионом Кубы по боксу в средней весовой категории. Должен был принимать участие в летних Олимпийских играх в Лос-Анджелесе, однако Куба вместе с несколькими другими странами социалистического лагеря бойкотировала эти соревнования по политическим причинам. Вместо этого Комас выступил на альтернативном турнире «Дружба-84», где завоевал золотую медаль.
Победил всех соперников на чемпионате Кубы 1985 года, выиграл турнир «Хиральдо Кордова Кардин», получил серебро на чемпионате Центральной Америки и Карибского бассейна в Венесуэле, где проиграл местному венесуэльскому боксёру Карлосу Эррере.
Последний раз показывал сколько-нибудь значимые результаты в боксе в 1986 году, в частности в этом сезоне вновь выиграл кубинское национальное первенство.
После завершения спортивной карьеры работал тренером по боксу в Камагуэе. Сотрудничал с национальными сборными Венесуэлы и Сальвадора.